# Thomas Cook Airlines
Thomas Cook Airlines var et britisk flyselskab, der tidligere hed Britannia. Selskabet hørte under TUI UK frem til september 2007. Efter TUI UK fusionerede med First Choice Holidays i september 2007, blev flyselskabet en del af TUI Travel PLC.
Flyselskabet havde flere baser, herunder Birmingham, Bournemouth, Cardiff, Coventry, Glasgow, Liverpool, London Gatwick, Belfast, London Luton, Manchester, Newcastle og Doncaster-Sheffield.